# Balkan Volleyball Association Cup 2023 (damer)
BVA Cup 2023 var 16:e upplagan av turneringen och spelades 19 till 21 september 2023 i Gjilan, Kosovo. I turneringen deltog fyra lag från BVA:s medlemsförbund. Galatasaray SK vann tävlingen för första gången. Logan Eggleston utsågs till mest värdefulla spelare.

## Regelverk
Tävlingen spelades i form av ett gruppspel där alla mötte varandra en gång.

### Metod för att bestämma tabellplacering
Om slutresultatet blev 3-0 eller 3-1 tilldelades 3 poäng till det vinnande laget och 0 till det förlorande laget, om slutresultatet blev 3-2 tilldelades 2 poäng till det vinnande laget och 1 till det förlorande laget.
Lagens position i respektive grupp bestämdes utifrån (i tur och ordning):
- Antal vunna matcher
- Poäng;
- Kvot vunna/förlorade set
- Kvot vunna/förlorade bollpoäng
- Inbördes möten.

## Turneringen

### Resultat
| 19 september 2023 Palestra Bashkim Selishta, Gjilan Speltid: 0:59 - Åskådare: 90    | Galatasaray SK | 3 - 0 | KS Skënderbeu  | 25-16, 25-9, 25-8                |
| 19 september 2023 Palestra Bashkim Selishta, Gjilan Speltid: 1:42 - Åskådare: 500   | KV Drita       | 1 - 3 | AO Markópoulo  | 17-25, 23-25, 26-24, 20-25       |
| 20 september 2023 Palestra Bashkim Selishta, Gjilan Speltid: 1:13 - Åskådare: 80    | AO Markópoulo  | 0 - 3 | Galatasaray SK | 23-25, 13-25, 23-25              |
| 20 september 2023 Palestra Bashkim Selishta, Gjilan Speltid: 2:02 - Åskådare: 650   | KV Drita       | 2 - 3 | KS Skënderbeu  | 25-27, 25-18, 25-23, 23-25, 7-15 |
| 21 september 2023 Palestra Bashkim Selishta, Gjilan Speltid: 1:08 - Åskådare: 40    | KS Skënderbeu  | 0 - 3 | AO Markópoulo  | 24-26, 12-25, 17-25              |
| 21 september 2023 Palestra Bashkim Selishta, Gjilan Speltid: 1:04 - Åskådare: 1 200 | KV Drita       | 0 - 3 | Galatasaray SK | 11-25, 21-25, 14-25              |

### Sluttabell
| Pos. | Lag            | Pt | G | V | P | VS | FS | Kvot  | VP  | FP  | Kvot  |
| ---- | -------------- | -- | - | - | - | -- | -- | ----- | --- | --- | ----- |
| 1.   | Galatasaray SK | 9  | 3 | 3 | 0 | 9  | 0  | MAX   | 225 | 138 | 1,630 |
| 2.   | AO Markópoulo  | 6  | 3 | 2 | 1 | 6  | 4  | 1,500 | 234 | 214 | 1,093 |
| 3.   | KS Skënderbeu  | 2  | 3 | 1 | 2 | 3  | 8  | 0,375 | 204 | 256 | 0,796 |
| 4.   | KV Drita       | 1  | 3 | 0 | 3 | 3  | 9  | 0,333 | 237 | 282 | 0,840 |

## Slutplaceringar
| Pos | Lag            | Vidare till                 |
| --- | -------------- | --------------------------- |
|     | Galatasaray SK | CEV Challenge Cup 2023–2024 |
| 2   | AO Markópoulo  |                             |
| 3   | KS Skënderbeu  |                             |
| 4   | KV Drita       |                             |

## Individuella utmärkelser
| Utmärkelse              | Namn                 | Lag            |
| ----------------------- | -------------------- | -------------- |
| Mest värdefulla spelare | Logan Eggleston      | Galatasaray SK |
| Bästa passare           | Lara Nagels          | AO Markópoulo  |
| Bästa högerspiker       | Danielle Cuttino     | Galatasaray SK |
| Bästa vänsterspiker     | Asīmina Nikologiannī | AO Markópoulo  |
| Bästa center            | Ayçin Akyol          | Galatasaray SK |
| Bästa libero            | Anxhela Mehmeti      | KS Skënderbeu  |
| Fair play-pris          | Adelajda Prenga      | KV Drita       |